# Haufenreith

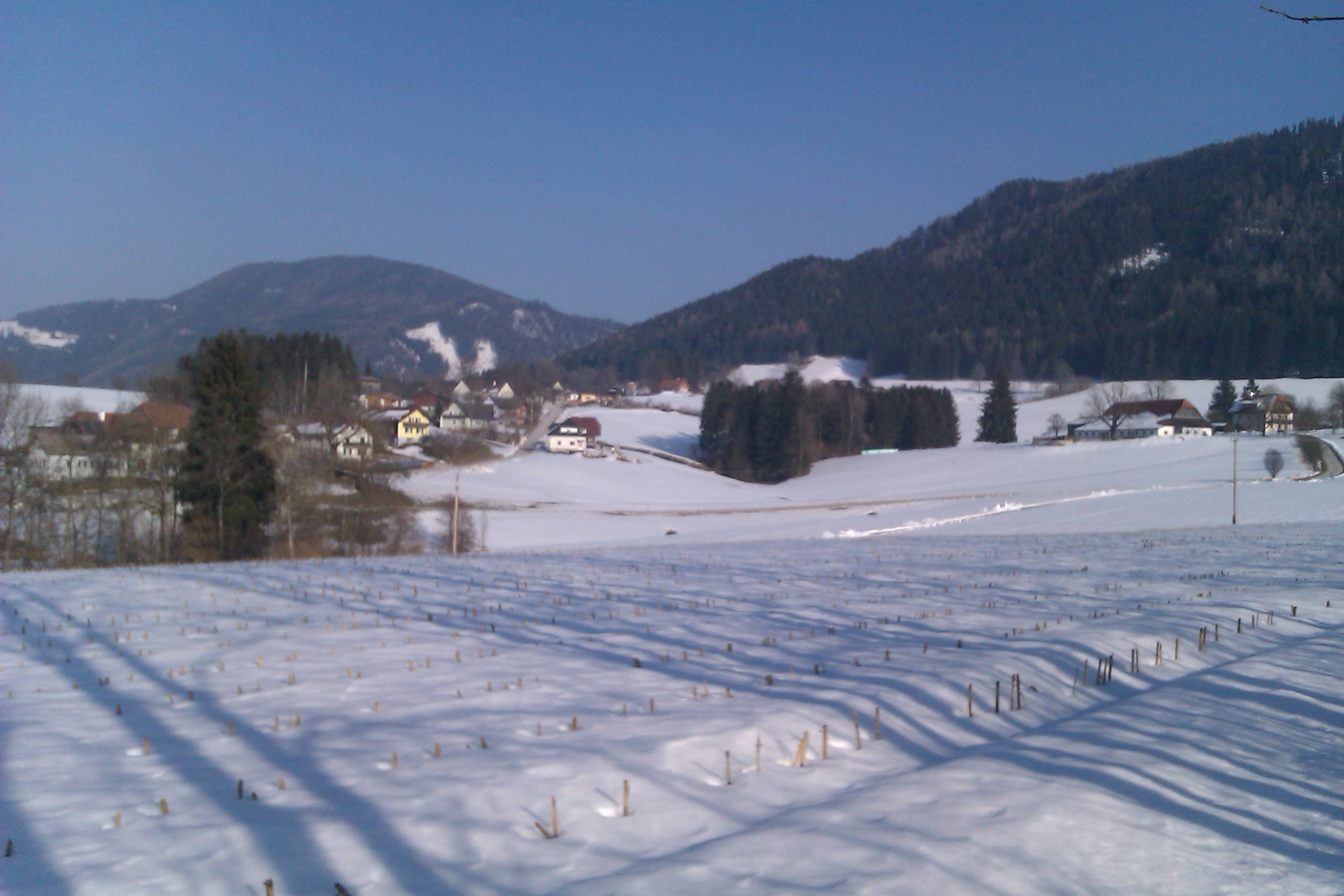

Haufenreith ist eine Ortschaft sowie Katastralgemeinde in der Gemeinde Passail im Bezirk Weiz in der Steiermark. Das Gebiet befindet sich nördlich der Sattelberge zwischen Raabklamm und Weizklamm. Die Ortschaft hat 292 Einwohner (Stand 1. Jänner 2024).

## Geschichte
Haufenreith hat eine historische Bedeutung im Bergbau, die bis ins 13. Jahrhundert zurückreicht. Während bis in das 19. Jahrhundert nur Silber abgebaut wurde, tritt zu Beginn des 20. Jahrhunderts die Bleigewinnung in den Vordergrund. Im Jahr 1928 wurde der Bergbaubetrieb eingestellt.
Von 1912 (erste vorhandene Aufzeichnungen) bis 1967 war Haufenreith eine eigene Gemeinde, bis es mit den Gemeinden Krammersdorf und Hohenau zur Gemeinde Hohenau an der Raab am 1. Januar 1968 zusammengelegt wurde. Neben mehreren Unwetterschäden oder Wegbenutzungsstreitigkeiten geht aus den Gemeindeaufzeichnungen hervor, dass das sogenannte „Moserhaus“ beim „Grill in der Raab“ von 1942 bis 1945 als Kriegsgefangenenlager diente.